# 两河口镇 (小金县)
两河乡，是中华人民共和国四川省阿坝藏族羌族自治州小金县下辖的一个乡镇级行政单位。1935年，中国共产党中央政治局在此召开扩大会议，即两河口会议。

## 行政区划
两河乡下辖以下地区：
两河村、虹光村、大寨村、油房村、彭坝村、科牛村、大板村、前锋村和木城村。